# Kanton Le François-2 Sud
Der Kanton Le François-2 Sud war ein Kanton im französischen Übersee-Département Martinique im Arrondissement Le Marin. Er umfasste einen Teil der Gemeinde Le François.
Vertreterin im Generalrat des Départements war seit 2010 Marie-Frantz Tinot. 